# 路德維希·邁耶
路德維希·邁耶（1827年12月27日—1900年2月8日）是一位德國精神病學家，也是將無抑制政策引入德國精神病院的先驅。1852年，邁耶在柏林大學取得醫學博士學位後，先在柏林夏赫特醫院當助手，1856年時才於漢堡市立醫院當精神科主任醫師。邁耶在1866年後至去世前都在哥廷根大學當精神病學教授，並在該校附設的醫院行醫。
邁耶在期刊上發表了100多篇文章，並與精神病學家威廉·葛利辛格等人共同創辦醫學雜誌《精神病學與腦神經病學資料庫》（Archiv für Psychiatrie und Nervenkrankheiten）。